# Eindhovensche Golf
De Eindhovensche Golfclub is een 18-holes golfbaan in Valkenswaard. De baan werd ontworpen door Harry S. Colt en heeft twee lussen van negen holes. Vanuit het clubhuis kijk je uit over het Galgenven, dat onderdeel uitmaakt van de golfbaan.

## Geschiedenis
De Eindhovensche Golf werd in 1928/1929 door Anton Philips opgericht. Een van de eerste leden was Johannes Josephus Keunen. De club is een van de 'oude negen', zoals de vooroorlogse banen in Nederland vaak genoemd worden. De club heeft ongeveer 1000 leden.

De golfbaan is een oude bosbaan, aangelegd door Harry S Colt in 1930. De meeste holes worden omgeven door mooie oude bomen waardoor de speler het gevoel heeft alleen op de baan rond te lopen. Het clubhuis dateert van 1929. Het heeft een rieten kap en heeft de uitstraling van een mooi landhuis. In 2006 brak er brand uit, maar de schade bleef beperkt.
In 2013 werd een golfacademie gebouwd, die in 2014 werd geopend. Hier kunnen leden van de club, en spelers uit de Nederlandse top, hun spel verbeteren met behulp van technische hulpmiddelen.

### Baanrecord
Heren

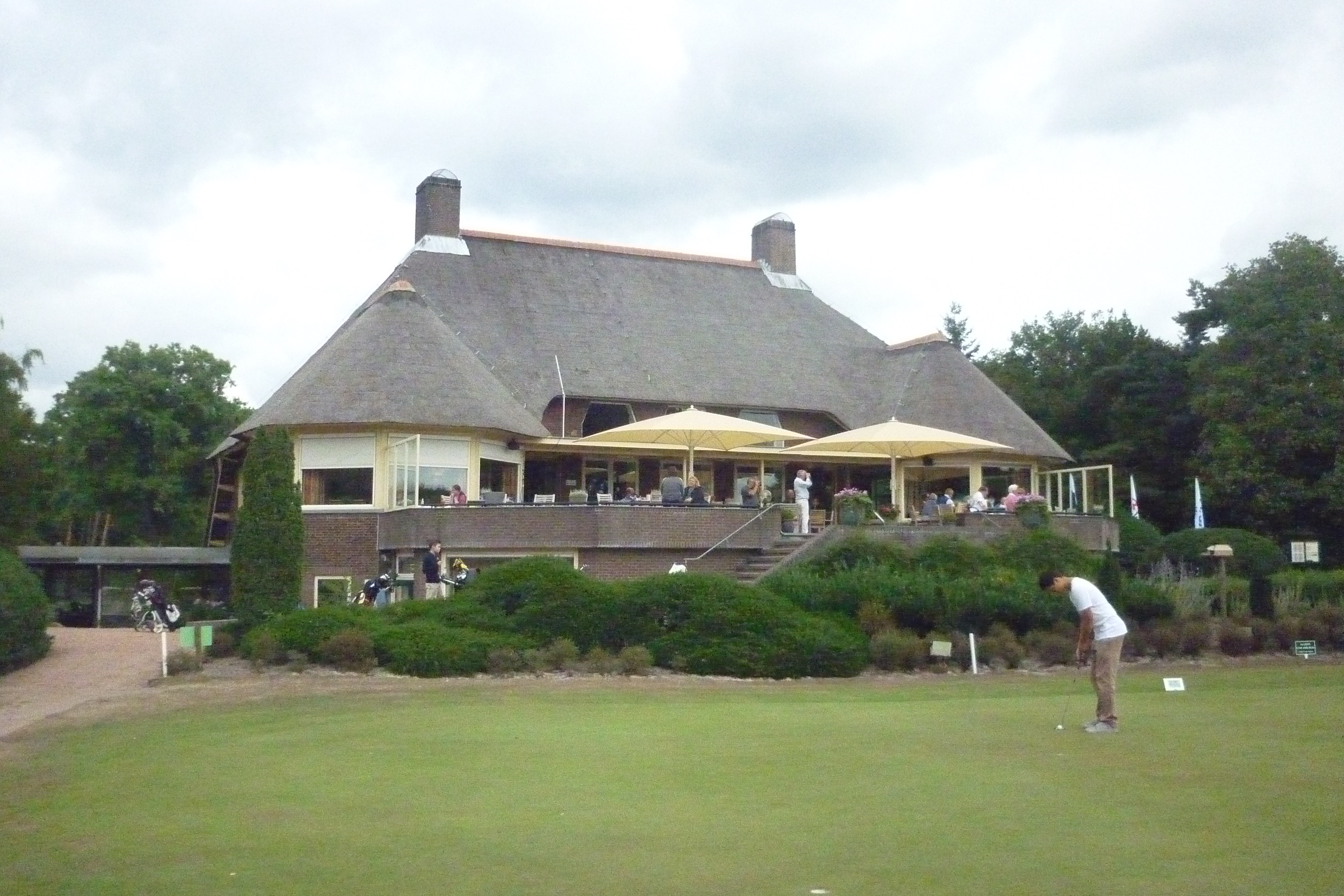
Clubhuis

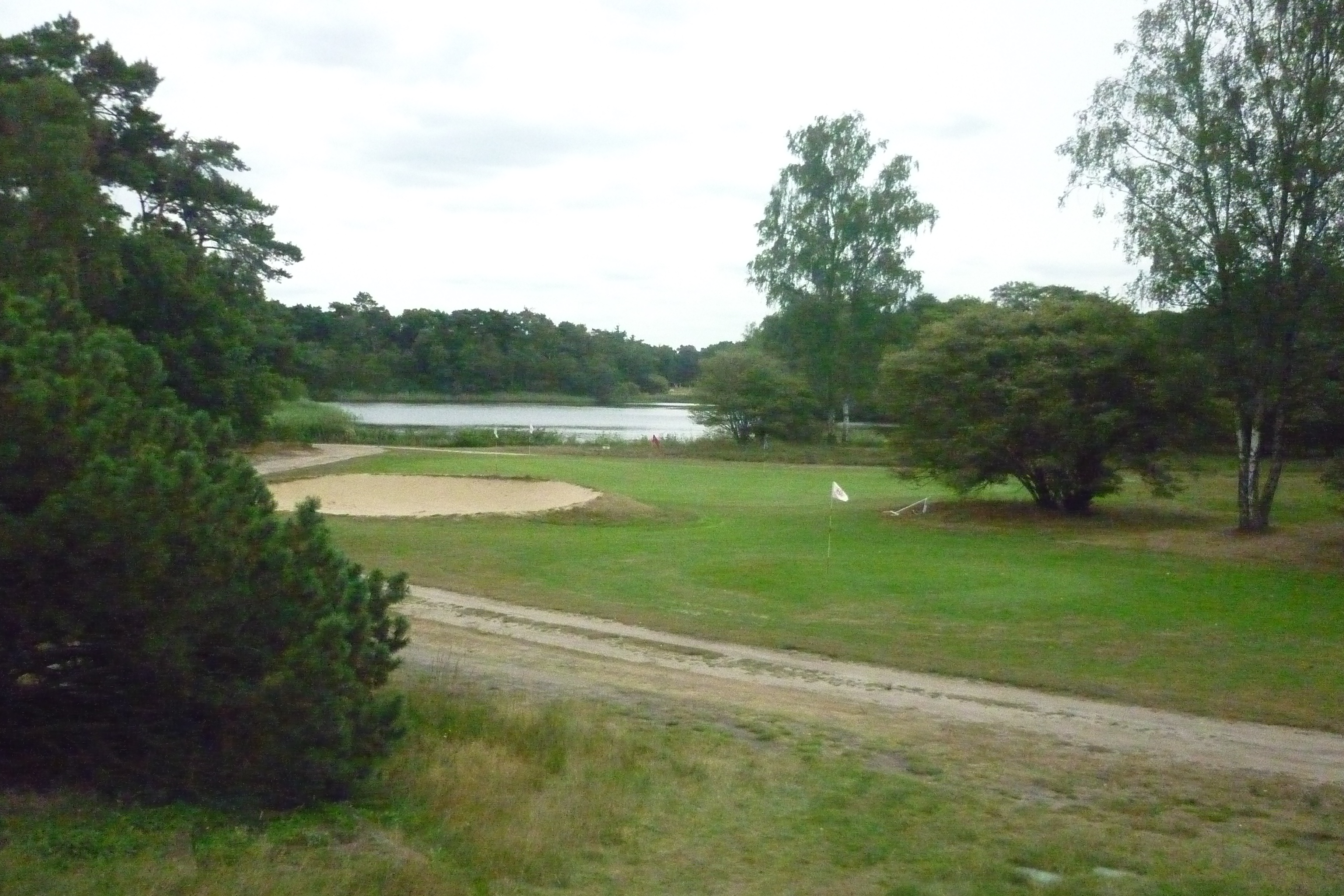
Uitzicht op het vennetje

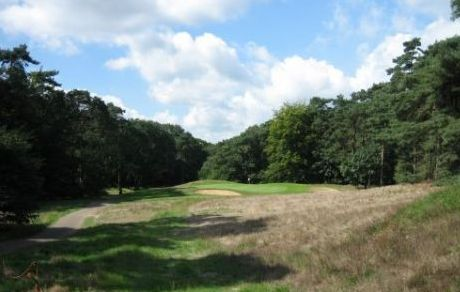

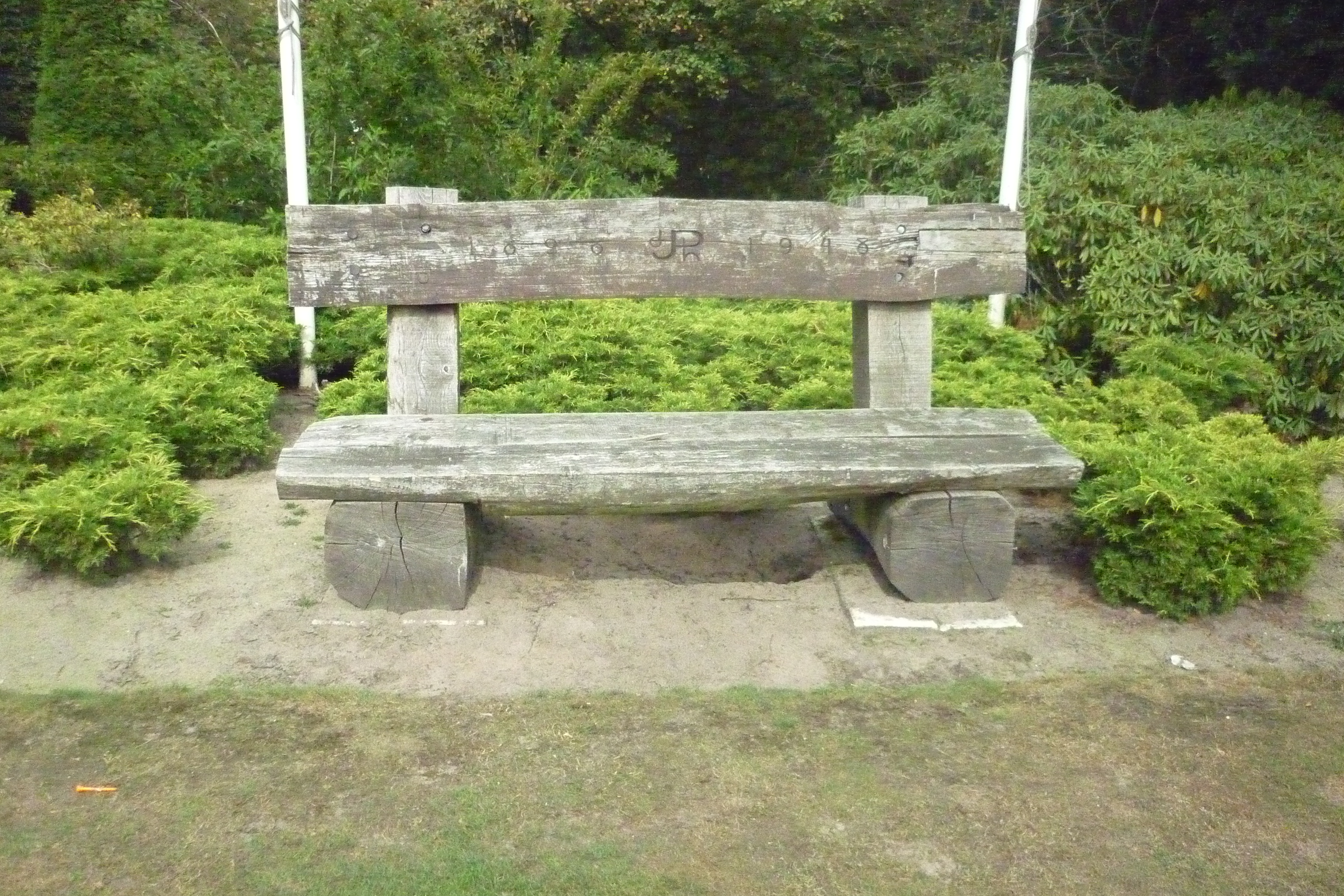
Bankje op tee 10

In 1963 verbeterde amateur Michael Vogel het baanrecord met een score van 67 (−5). In 2011 verbeterde David van der Dungen tijdens zijn eerste ronde van het Brabants Open het baanrecord met een score van 64.
Dames
Het record van de damesprofessionals staat op naam van Gwladys Nocera met een score van 64 (−8), waarmee ze het record van de Australische Leah Hart met één slag verbeterde. Het amateurrecord staat sinds de eerste ronde van het Brabants Open 2014 met een ronde 66 op naam van Anne van Dam.

## Toernooien

### Dutch Open Heren en Dames
Op de Eindhovensche zijn veel internationale toernooien gespeeld, waaronder zesmaal het Dutch Open voor heren, viermaal voor dames:
| Jaar | Winnaar            | Land        |
| ---- | ------------------ | ----------- |
| 1947 | Joop Rühl          | Nederland   |
| 1953 | Flory Van Donck    | België      |
| 1956 | Antonio Cerdá      | Argentinië  |
| 1960 | Sewsunker Sewgolum | Zuid-Afrika |
| 1964 | Sewsunker Sewgolum | Zuid-Afrika |
| 1970 | Vicente Fernández  | Argentinië  |

In 1986 werd het eerste Ladies Open op de Hilversumsche Golf Club gespeeld. Sindsdien was de Eindhovensche enkele malen gastheer van dit evenement. Winnaars op Eindhoven waren:
| Jaar | Winnares          | Land      |
| ---- | ----------------- | --------- |
| 2006 | Stéphanie Arricau | Frankrijk |
| 2007 | Gwladys Nocera    | Frankrijk |
| 2008 | Gwladys Nocera    | Frankrijk |
| 2009 | Tania Elosegui    | Spanje    |

### EK Amateurs
In 1986 werd het eerste Europees Amateur Kampioenschap op Eindhoven gespeeld. Er werden maximaal 140 deelnemers toegelaten. Bart Nolte eindigde met −2 op een derde plaats achter Anders Haglund (−6) en David Gilford (−3) .

### Brabants Open Strokeplay Kampioenschap
Het Brabants Open werd door de Eindhovensche Golf opgericht en is uitgegroeid tot een internationaal open amateurkampioenschap. De winnaar en winnares krijgen punten voor de Wereldranglijst en een wildcard voor het volgende Dutch Open.
In 2007 werd het toernooi gewonnen door de 29-jarige Vincent Hubert (Hcp −0.9) van de Hilversumsche, tweede werd Maarten van de Berg (Hcp −1) van de Pan. Bij de dames werd gewonnen door Joan van de Kraats (Hcp 0.2), ook van De Pan.
Hoewel David van den Dungen in 2011 het baanrecord verbeterde, won Daan Huizing het toernooi en kreeg hij een wildcard voor het KLM Open 2011. In 2013 won David van den Dungen met −14 en met vier slagen voorsprong op Michael Kraaij. Charlotte Puts won bij de vrouwen.

## Bekende jeugdleden
- Jeroen Krietemeijer
- Ileen Domela Nieuwenhuis